# Ove Skafte Rasmussen
Ove Skafte Rasmussen (* 28. Mai 1909 in Zschopau; † 23. Dezember 1995 in Maintal) war ein deutsch-dänischer Unternehmer.

## Kindheit, Jugend und Familie
Er wurde als drittes von vier Kindern des dänischen Ingenieurs und DKW-Gründers Jørgen Skafte Rasmussen (1878–1964) und seiner deutschen Ehefrau Johanna Clementine Therese Liebe (1884–1973) geboren. Er hatte eine Schwester, Hildegard Ilse (1905–1939), sowie zwei Brüder, Hans Werner (1906–1945), und Arne (1912–1994).
Wie seine beiden Brüder besuchte er zunächst die Freie Schulgemeinde Wickersdorf und danach ab 1. Mai 1925 zusammen mit seinem jüngeren Bruder Arne die von Martin Luserke gegründete reformpädagogische Schule am Meer auf der Nordseeinsel Juist, wo er 1929 zusammen mit Hubert H. Kelter, dem späteren Geschäftsführer der Handelskammer Hamburg, und dem Sohn von Alfred Döblin, Peter, unter klimatisch sehr erschwerten Bedingungen die Reifeprüfung ablegte.

## Ausbildung
Anschließend studierte er an der Ludwig-Maximilians-Universität in München Volkswirtschaftslehre und promovierte zweifach zum Dr. oec. publ. et rer. pol. Während seines Studiums fungierte er in München bis Anfang 1934 als einer der Vertrauensleute seines ehemaligen Landerziehungsheims, der Eltern potenzieller Privatschüler informierte und beriet.

## Berufliche Entwicklung
Sein Vater gründete 1931 die Industrie-Verwaltungs- und Treuhand GmbH Marienberg, an der er Ove beteiligte. Als Geschäftsführer der Eisenwerk Erla G.m.b.H., die sein Vater 1928 übernommen hatte, verhandelte er 1936 namens und in Vollmacht seines Vaters mit dem Präsidenten Kurt Nebelung und dem Prokuristen Engler der Sächsischen Staatsbank sowie dem Reichsluftfahrtministerium (RLM) in Berlin. Dabei ging es beispielsweise um die Eisen- und Flugzeugwerk Erla G.m.b.H., die das von Franz Xaver Mehr konstruierte Kleinflugzeug „DKW Erla“ produzierte. Das Ministerium verfolgte das Ziel, „aus rüstungspolitischen Gründen“ die „in ausländischen Händen befindlichen Anteile zu erwerben“. Das Reichsfinanzministerium stimmte zu; die von Rasmussen übernommenen Unternehmensanteile gingen an die Luftfahrt-Kontor-Gesellschaft m.b.H. Berlin, ein Tarnunternehmen des RLM zur Verschleierung der von den Nationalsozialisten heimlich betriebenen Aufrüstung. Ove Skafte Rasmussen war es in den Verhandlungen zwar gelungen, die von den Verhandlungspartnern geforderten finanziellen Abschläge weitgehend abzuweisen. Dennoch blieb vor allem bei seinem für die Fahrzeug- und Luftfahrtindustrie engagierten Vater Verbitterung über das Vorgehen der Nationalsozialisten zurück.
1936 heiratete Ove Martha Brenner, 1939 wird Sohn Jörgen Skafte jun. und 1941 Tochter Ilse Kristine geboren.
Zwischen 1937 und 1945 war Ove Rasmussen Alleinvorstand der Metallwerke Zöblitz AG im Erzgebirge, die sein Vater 1922 erworben hatte. Während seine Eltern 1945 vor der vorrückenden Roten Armee nach Flensburg geflohen und 1948 nach Dänemark zurückgekehrt waren, blieb Ove Skafte Rasmussen in der „Rasmussen-Villa“ in Zschopau, eine Erfahrung, die er 1973 in einem Buch verarbeitete. 1948 zog er mit seiner Familie zunächst nach Wiesbaden.
1949 gründete Ove die Rasmussen GmbH in Hochstadt bei Frankfurt am Main, einen Zulieferer der Automobilindustrie. Dort entwickelte er eine Schlauchschelle, die unter der Markenbezeichnung Norma vertrieben wurde und durch die stetig wachsende Automobilproduktion ab den 1950er Jahren zu einem großen wirtschaftlichen Erfolg geriet.
Nach 1990 kaufte Ove Rasmussen vom Kombinat Solidor im thüringischen Heiligenstadt, mit dem er zu DDR-Zeiten Geschäftsverbindungen unterhalten hatte, dessen Produktbereich Schlauchschellen.
Im Alter beriet und förderte er das 1. Niederbayerische Automobil- und Motorradmuseum im niederbayerischen Adlkofen bei Landshut.
Er starb im Alter von 86 Jahren.

## Werke
- Die Konkurrenzfähigkeit der deutschen Automobil-Industrie unter besonderer Berücksichtigung der letzten Erfahrungen. Staatswirtschaftliche Dissertation, Ludwig-Maximilians-Universität München, Regensburg 1934.
- mit Inger Rasmussen: Fortid i Bloustrød. Museumsforeningen for Hørsholm og Omegn. 1973

## Ehrungen
- Der DKW Motorrad Club e. V. veranstaltet jährlich eine Ove Rasmussen-Gedächtnisfahrt[13]